# 12001 Gasbarini
12001 Gasbarini (1996 ED9) là một tiểu hành tinh vành đai chính được phát hiện ngày 12 tháng 3 năm 1996 bởi Spacewatch ở Kitt Peak.